# Уиньяй-Уайна

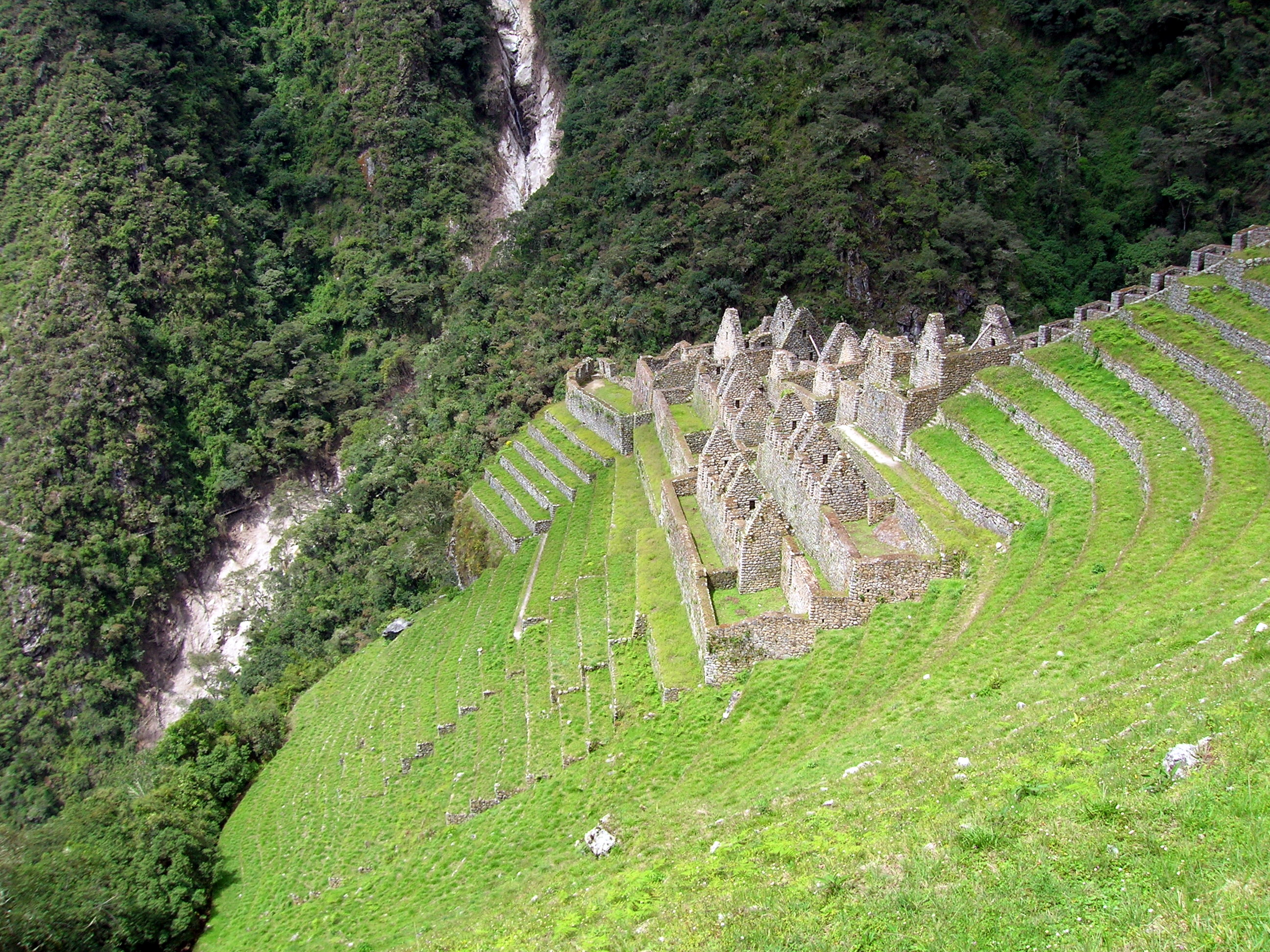
Вид на Уиньяй-Уайна

Уиньяй Уайна, кечуа Wiñay Wayna, букв. «вечно молодой», испанское написание Huynay Huayna — руины эпохи Империи Инков по дороге в Мачу-Пикчу. Город был сооружён на склоне горы над рекой Урубамба и состоял из верхнего и нижнего комплексов зданий, соединённых лестницей, а также фонтанов. Позади домов находились сельскохозяйственные террасы.